# Simon IV de Clefmont
Simon IV de Clefmont (né vers 1180 - † vers 1239) est seigneur de Clefmont à la fin du XIIe siècle et au début du XIIIe siècle. Il est le fils de Simon III de Clefmont, seigneur de Clefmont, et de Béatrix de Champlitte.

## Biographie

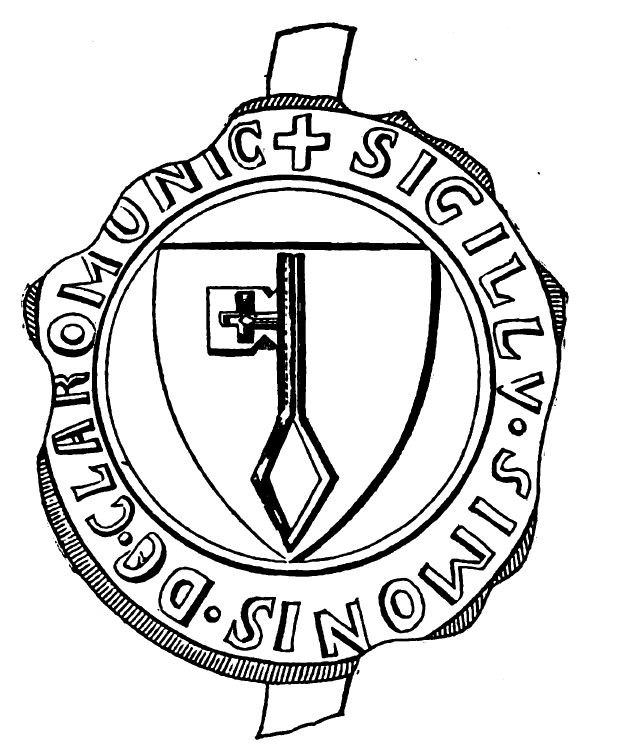
Sceau des seigneurs de Clefmont.

### Accession au pouvoir
Vers 1190, à la mort de son père Simon III lors du siège de Saint-Jean-d'Acre durant la troisième croisade, il hérite du titre de seigneur de Clefmont. Toutefois, encore mineur, Clefmont est alors administré par sa mère Béatrix de Champlitte, puis par le second mari de celle-ci, Geoffroy de Vaudémont, seigneur de Deuilly. Il ne prendra possession de son héritage que vers 1200.
En 1203, avec sa femme Hermesande de Vendeuvre, il donne aux Templiers le fief de Thomas de Bussières.
En 1213, il vend à Gilebert de Chaumont, sergent de Blanche de Navarre, des biens de Saulcy.
En 1234, il vend au seigneur de Châteauvillain les biens qu'il possède à Coupray. Toutefois, Thibaut IV de Champagne n'a pas donné son assentiment à cette vente confisque ces biens et les donne à Pierre de Jaucourt,.

### Guerre de succession de Champagne

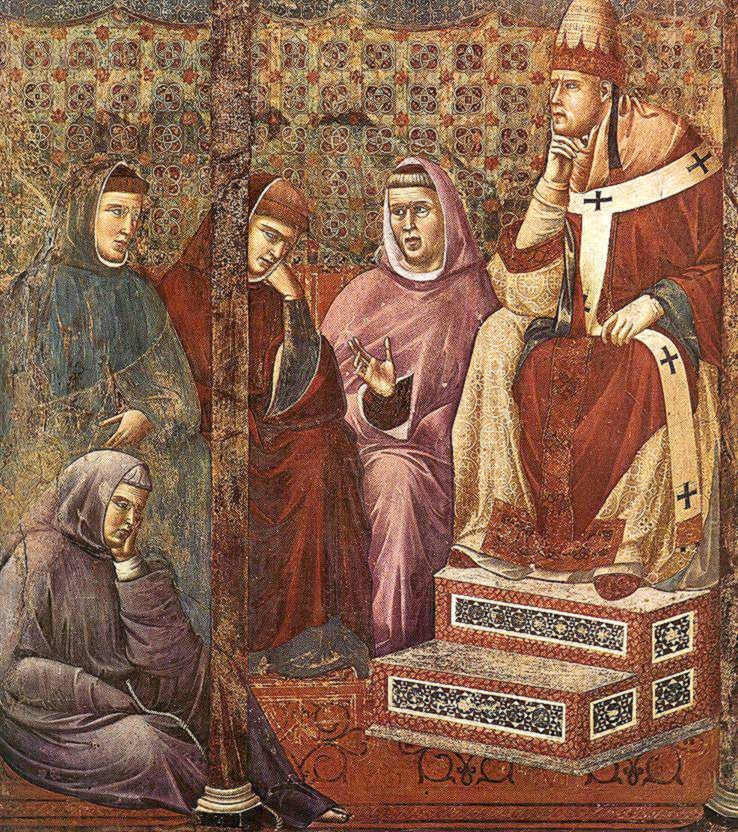
Le pape Honorius III.

Lors de la guerre de succession de Champagne, il fait partie des partisans d'Erard de Brienne et de sa femme Philippa de Champagne, contre la comtesse Blanche de Navarre et son fils Thibaut.
En 1217, le pape Honorius III exhorte Erard de Brienne et ses partisans, dont Simon de Clefmont, de faire la paix avec Blanche de Navarre sous peine d'excommunication. Cette paix durera du 24 février au 22 avril.
À la suite de la reprise des hostilités le pape Honorius III fulmine l'excommunication d'Erard de Brienne, de Simon de Clefmont et leurs alliés.
En juin 1218, la comtesse de Champagne Blanche de Navarre et le duc de Bourgogne Eudes III, alors en marche pour attaquer la ville de Nancy car le duc de Lorraine comptait parmi les plus puissants soutiens Erard de Brienne, attaquent tour à tour les châteaux de Châteauvillain, Clefmont, Joinville...
En avril 1219, Simon est obligé de se soumettre à Blanche de Navarre et leur abandonne Ageville et Montigny, où le comte Thibaud IV fera bâtir son château de Montigny-le-Roi. Il demande ensuite à l'évêque de Soissons et à l'abbé de Saint-Jean-des-Vignes de le relever de l'excommunication.

### Guerre contre le chapitre de Langres et seconde excommunication

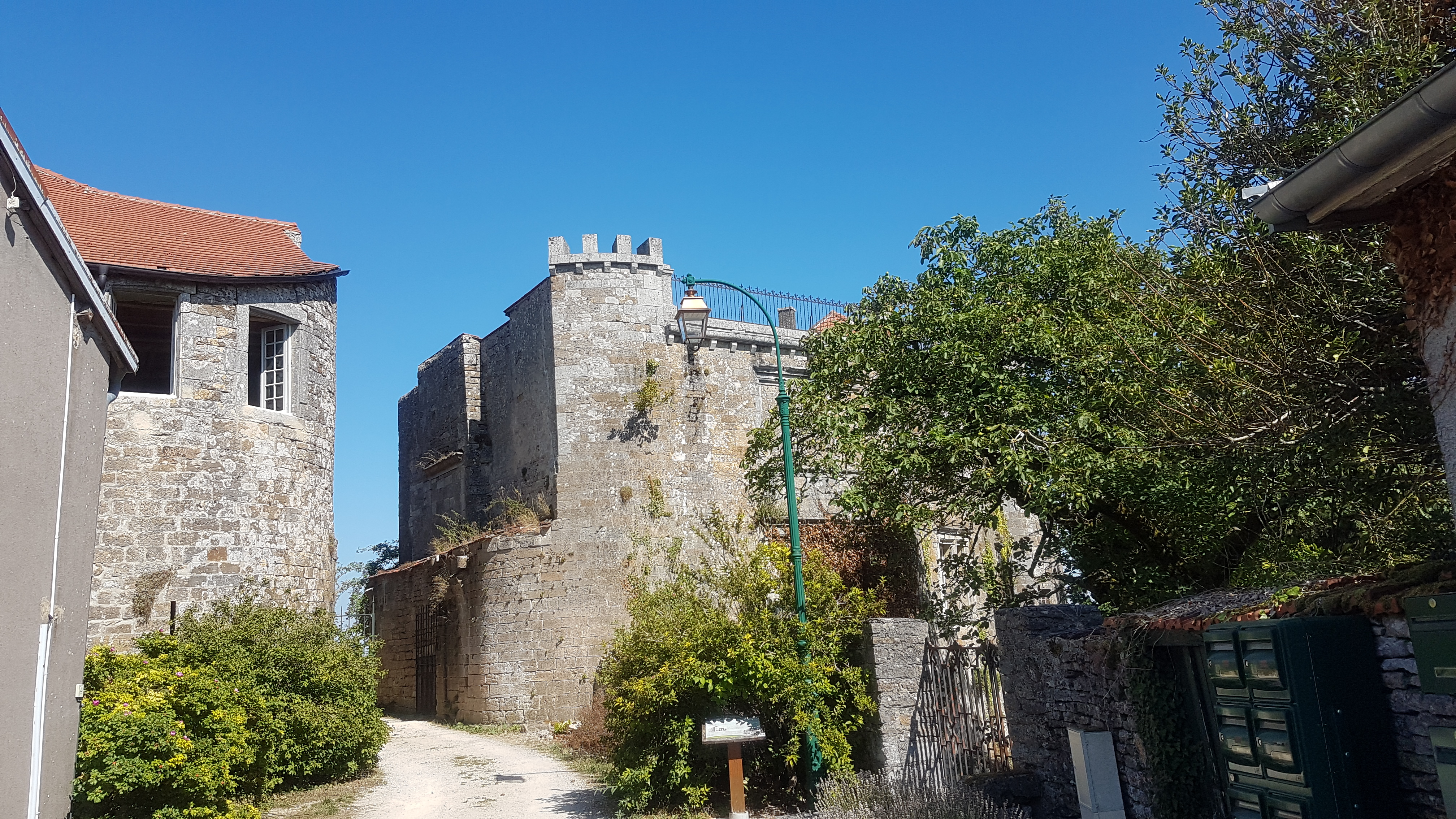
Vestiges du château de Clefmont.

Vers 1223, il entre en guerre contre le clergé de Langres et accueille dans son château de Clefmont le chevalier André de Nogent, chargé de son butin acquis sur les terres du chapitre de Langres. Cette guerre est peut-être due en partie par l'aide apportée par les chanoines de Langres au comte de Champagne Thibaut IV qui cherche à s'implanter dans le Bassigny dont les différents seigneurs percevaient cette présence comme un envahissement,.
En plus d'héberger André de Nogent, Simon retint prisonniers plusieurs hommes d'église, ce qui lui valut d'être excommunié une seconde fois. Il obtient son pardon qu'à condition d'abandonner ses compagnons de révolte et de réparer tous les dommages que lui et ses vassaux avaient causés à l'église. Il fut également obligé de laisser des otages à Langres jusqu'à entière satisfaction de ces conditions.

### Mouvance de la seigneurie de Clefmont
La seigneurie de Clefmont était mouvante du comté de Champagne et du comté de Bourgogne.
En 1226, la fille de Thibaut IV de Champagne, Blanche de Navarre, est fiancée à Othon III, comte de Bourgogne. Simon de Clefmont, ainsi que Gautier de Vignory, Richard de Dampierre et Henri de Fouvent, sont cautions pour le comte de Bourgogne.
Pour une raison inconnue, il semble qu'Othon III de Bourgogne ait rompu les fiançailles, et n'ait pas rempli ses engagements envers Thibaut IV de Champagne. De ce fait, en tant que caution, La seigneurie de Clefmont est désormais mouvante uniquement du comté de Champagne.

### Croisade des barons

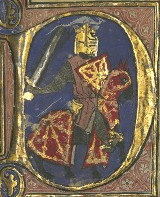
Le comte de Champagne.

À la suite de l'appel du pape Grégoire IX, il accompagne son suzerain Thibaut IV, comte de Champagne et roi de Navarre, et désigné chef de l'expédition, dans la croisade des barons destinée à défendre Jérusalem contre les sarrasins.
Il embarque à Marseille en août 1239 et arrive à Saint-Jean-d'Acre le 1er septembre 1239.
Le 12 novembre 1239, il fait partie d'une petite armée qui comprenait également le duc de Bourgogne Hugues IV, le comte de Brienne et de Jaffa Gautier IV, le comte de Bar Henri II et le comte de Montfort Amaury VI. La troupe quitte Ascalon et alors qu'elle campe près de Gaza, elle est attaquée par une armée turque. Il y aurait eu environ 1200 tués, dont Simon de Clefmont et le comte Henri II de Bar, et 600 prisonniers, dont le comte Amaury VI de Montfort,.

## Mariage et enfants
Il épouse en premières noces Ermessende de Vendeuvre, fille de Hugues IV de Vendeuvre, co-seigneur de Vendeuvre, et d'Helvis de Chacenay, dont il a au moins quatre enfants :
- Simon V de Clefmont, qui succède à son père[9] ;
- Eudes de Clefmont († vers 1253), co-seigneur de Vendeuvre et seigneur de Pierrefitte-sur-Aire. Il épouse Jeanne de Belrain, dame de Pierrefitte-sur-Aire[8] ;
- Jean de Clefmont, cité dans une charte de 1235 ;
- Agnès de Clefmont, qui épouse Wichard d'Acraignes, avoué de l'abbaye de Flavigny[8].

Veuf, il épouse en secondes noces Élisabeth de Joinville, dame de Montclair, fille de Simon de Joinville, seigneur de Joinville, et d'Ermengarde de Montclair , dont il a au moins deux enfants :
- Gui de Clefmont, chevalier, seigneur de Montclair, cité dans une charte de 1258 ;
- Marguerite de Clefmont, qui épouse Jean de Montreal, fils d'Anseric IV de Montreal et de Marie de Garlande, dont elle a quatre enfants (Gui, Jeanne, Agnès et Béatrix).

## Source
- Marie Henry d'Arbois de Jubainville, Histoire des Ducs et Comtes de Champagne, 1865.
- Émile Jolibois, La Haute-Marne ancienne et moderne, 1858.
- L'abbé Roussel, Le diocèse de Langres : histoire et statistique, 1875.